# 문택수
문택수는 대한민국의 만화가이다. 대표작은 《우리들은 푸르다》가 있다.

## 연재 웹툰
연재종료 웹툰 포함
- 미친4컷 2010
- 싸워라! 제바온
- 그러니까 마왕
- 우리들은 푸르다